# Александров (Владимирська область)
Алекса́ндров (рос. Александров) — місто в Російській Федерації, адміністративний центр Александровського району Владимирської області.
Населення міста становить 63 028 осіб (2008; 63 363 в 2006, 64 824 в 2002, 68,2 тис. в 1989, 36,6 тис. в 1959, 10,0 в 1923, 6,8 в 1897, 6 724 в 1885).

## Географія
Місто розташоване на Смоленсько-Московській височині, на річці Сіра, лівій твірній річки Шерна, лівій притоці Клязьми.

## Історія
Александров відомий із середини XIV століття як Велика Слобода, з початку XVI століття — село Олександрівське та Олександрова Слобода (Александровська Слобода). Тоді поселення було місцем відпочинку московських князів. На початку XVI століття село передане сину Івана III Василію III. В 1509-1515 роках збудовано великий князівський комплекс (нині збереглись тільки церкви). Після смерті князя будуються мури та рів. Син Василія III, Іван Грозний, часто приїжджав сюди відпочивати. З 1565 по 1581 роки при ньому Александрова Слобода була столицею Московського князівства, в 1568 році тут почала діяти перша в Московії друкарня. У листопаді 1581 року Іван Грозний завдав смертельного поранення своєму синові, після чого повернувся до Москви. На початку XVII століття слободу захопили вояки Республіки Обох Націй (Речі Посполитої): в 1609 та 1611 роках на неї нападав Ян Петро Сапіга. 1635 року у слободі збудували царський палац для Михайла Романова. В 1689 році на околицях Петро I проводив навчання зі своїм «потішним полком». З 1729 по 1741 роки тут перебувала в засланні Єлизавета Петрівна.
В 1778 році указом Катерини ІІ слобода перетворилась на повітове місто Владимиро-Костромського намісництва. В 1781 році місто отримало герб, 1788 року затверджено перший генеральний план, з 1796 року — повітове місто Владимирської губернії. На початку XIX століття в місті діяли найбільші ткацькі мануфактури Росії: Троїцько-Александрівська та Соколовська. 
В 1870 році проведена залізниця з Москви до Ярославля, в 1896 році — з Іваново до Кінешми, що зробило місто залізничним вузлом. У грудні 1905 року в Александрові проходили збройні повстання робітників місцевих фабрик — Александровська республіка. В 1930 році збудована перша електростанція, в 1932 році з Москви переводять радіозавод. У XX столітті місто отримало відомість як «столиця 101-го кілометра», де були вимушені жити громадські діячі, жертви сталінських репресій: угорський письменник Йожеф Лендел, художник Віктор Тоот, перекладач Борис Лейтін, архітектор Петро Барановський, фізіохімік Лев Полак. 
В 1970 році Александров включили до списку 115 історичних міст Росії.

## Міста-побратими
- Чехія — Чеська Липа

## Культура і освіта
Серед закладів освіти діють 8 шкіл.
У місті діють 2 стадіони: «Рекорд» та «Орбіта». Серед спортивних закладів освіти відкриті 2 школи (з самбо та легкої атлетики). За місто виступає футбольна команда "«Фаетон».
Видають газети «Голос труда» та «Деловой Александров», працюють телекомпанія «Александровская Слобода», радіокомпанії «Александров» (АМ) "та «Радио Июль» (FM).

## Економіка
У місті працюють ЗАТ «Телекс» (утилізація електронного обладнання та оргтехніки), заводи «Арсенал» (виробництво побутової електроніки та комп'ютерів), «Далекс» (виробництво радіозапчастин), лікеро-горілчаний, «Рекорд» (виробництво світильників), VESTEL (виробництво телевізорів), фабрики штучної шкіри, ткацька. У 2008 році прибутки всіх промислових підприємств склали 173 млн руб.
Діє Всеросійський НДІ синтезу мінеральної сировини.

## Транспорт
Є дві залізничні станції — вузлова Александров I на лінії Москва-Ярославль та Александров II на лінії Александров-Орєхово-Зуєво. За 27 км на захід прямує автомагістраль М-8 «Холмогори».
Діє мережа міських автобусних маршрутів (№ 1-10).

## Визначні місця

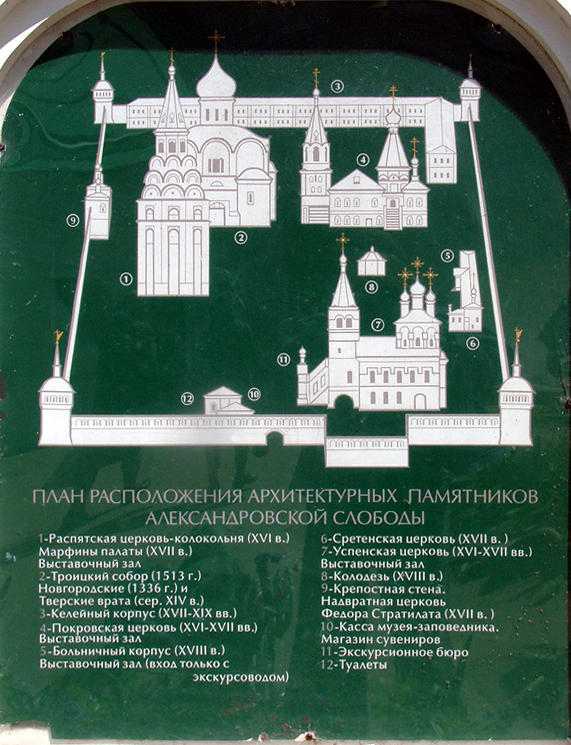
План Александровської Слободи.

- Палацово-храмовий комплекс Александровської Слободи — царська резиденція (XVI ст.), який включає в себе:
  - Троїцька церква (1513 р.)
  - Покровська церква (XVI ст.)
  - Розп'ятська церква-дзвіниця (1560-ті рр.)
  - Марфині палати (XVII ст.)
  - Успенська церква (XVI—XVII ст.)
  - Церква Федора Стратилата (1680-ті рр.)
- Церква Боголюбської ікони Божої Матері (1800 р.)
- Собор Різдва Христового (1849 р.)
- Літературно-художній музей Цвєтаєвих
- Художній музей
- Музей рукотворного каменя (1964 р.)
- Дичковське озеро — гідрологічна пам'ятка природи

## Відомі люди
- Данилова Ольга Валеріївна — чемпіонка світ з лижного спорту, майстер спорту, кавалер ордена «За заслуги перед Батьківщиною», почесний громадянин Александрова
- Нільська Людмила Валерьянівна — російська акторка театру й кіно
- Манякін Олександр Михайлович — російський рок-музикант, учасник гурту «Арія»
- Мельников Микола Якович (1904—1984) — український режисер-документаліст

Довгий час у місті жили Анастасія та Марина Цвєтаєві, на їхню честь створено музей.

## Галерея

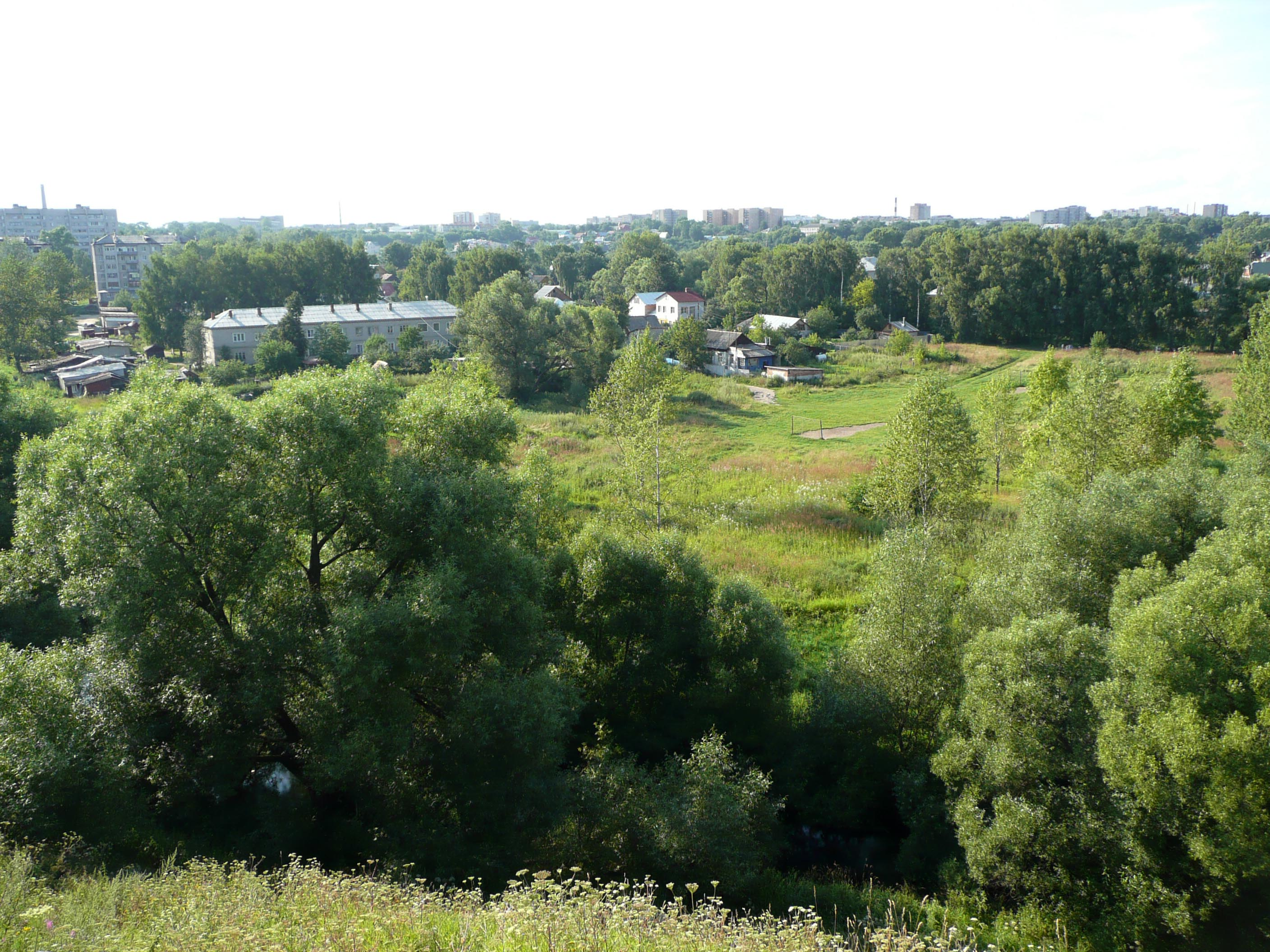
Вид на місто з Попової гори
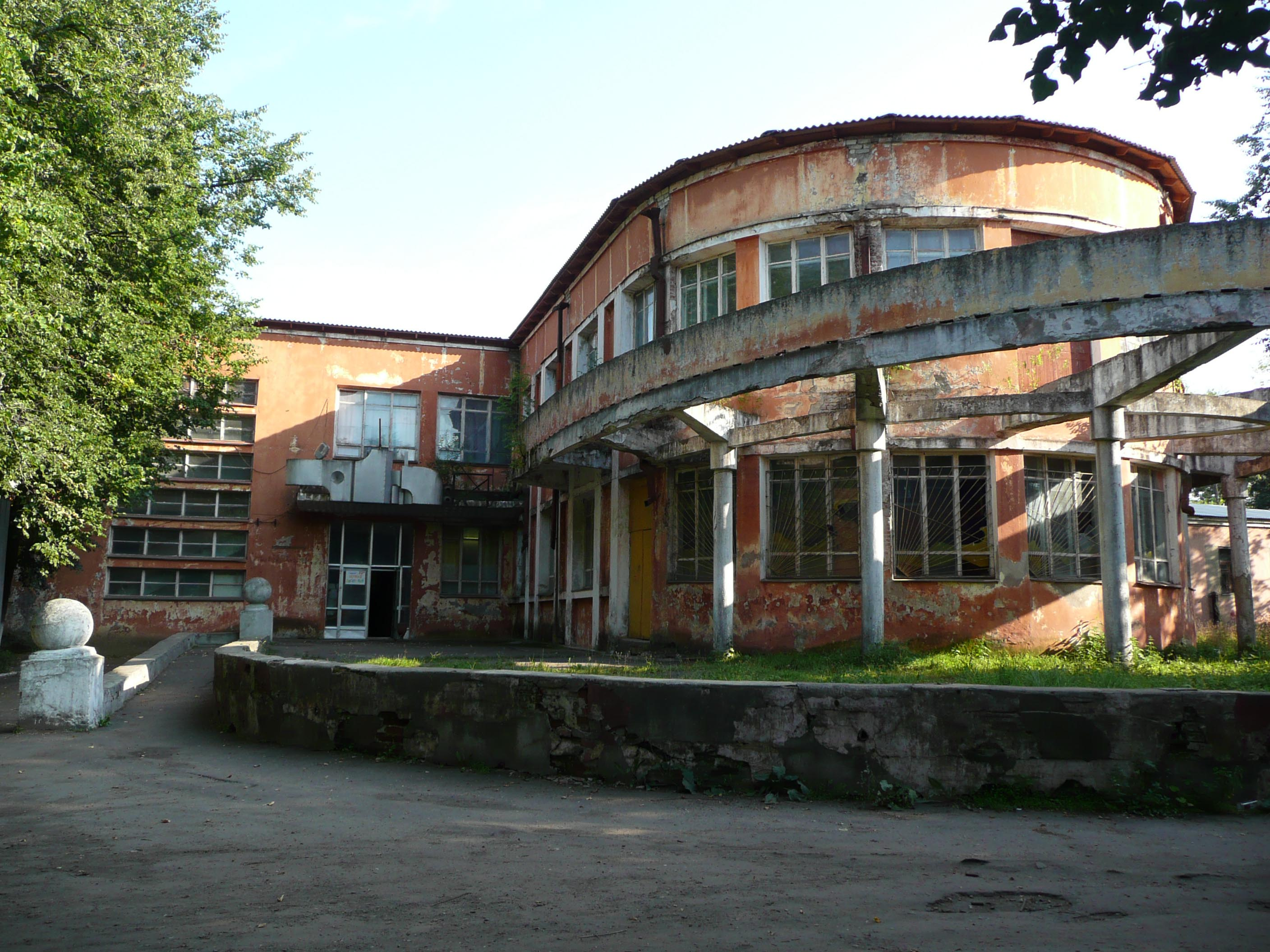
Будинок клубу ІСКОЖ
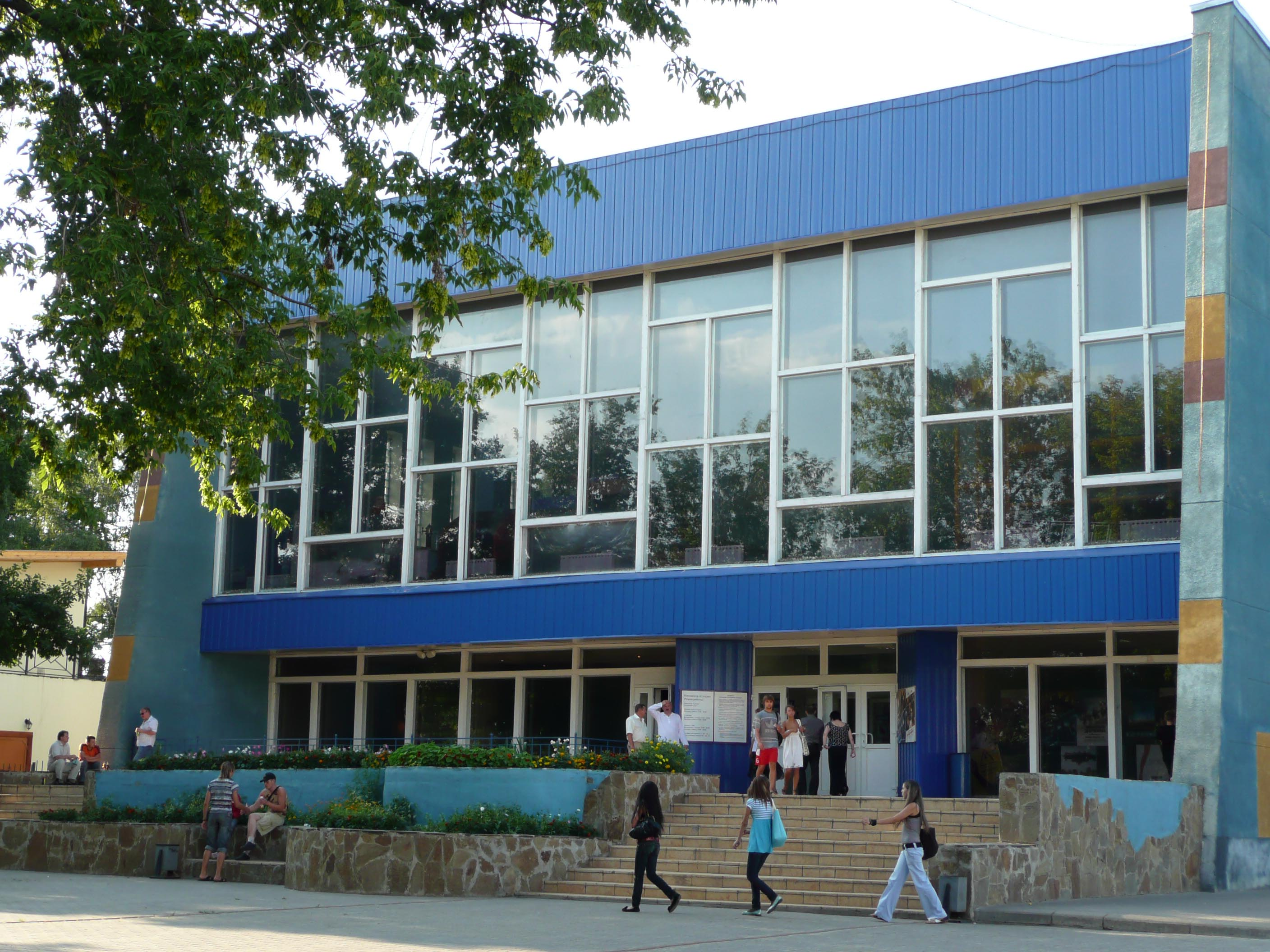
Кінотеатр «Сатурн»
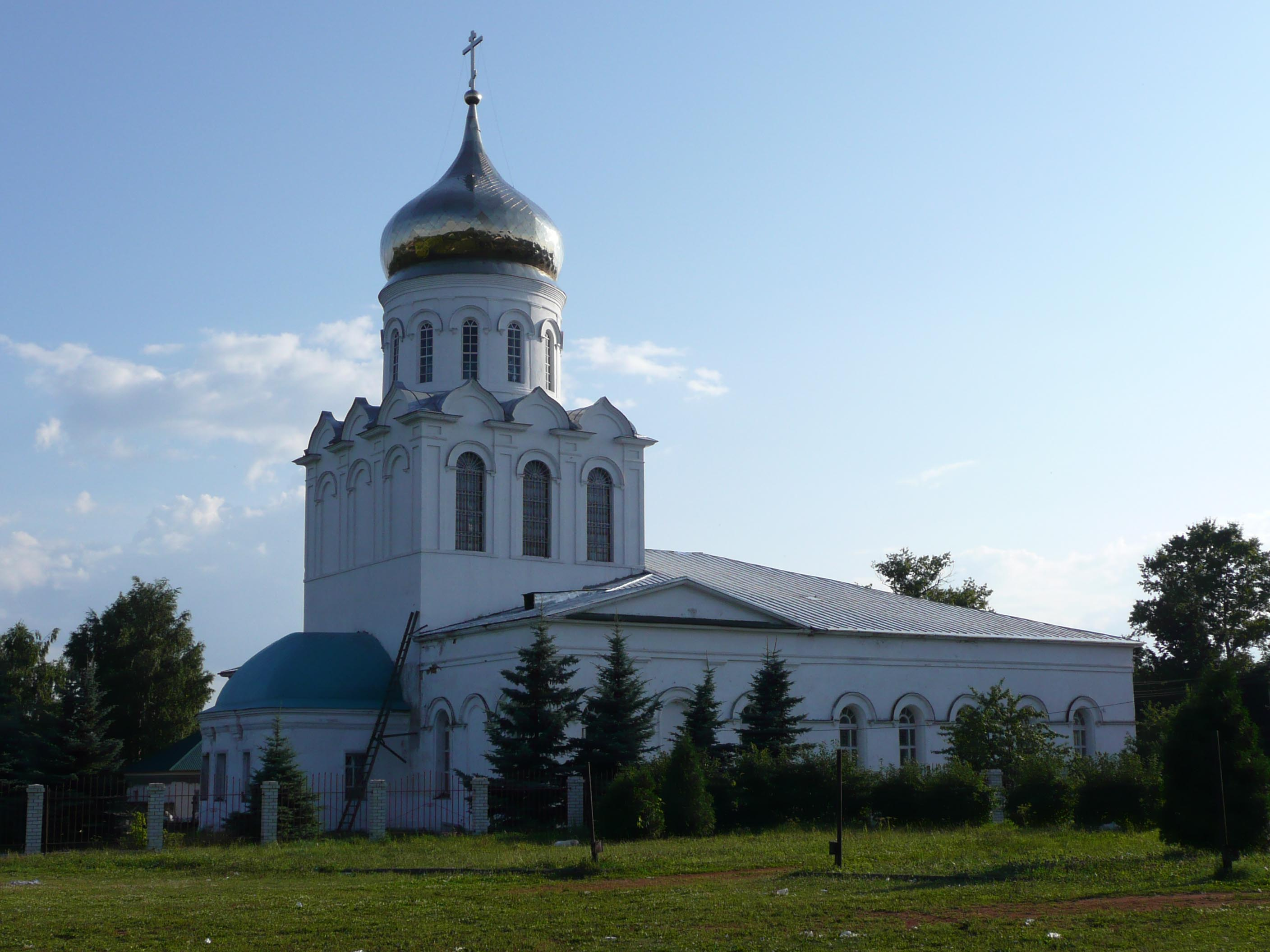
Собор Різдва Христова
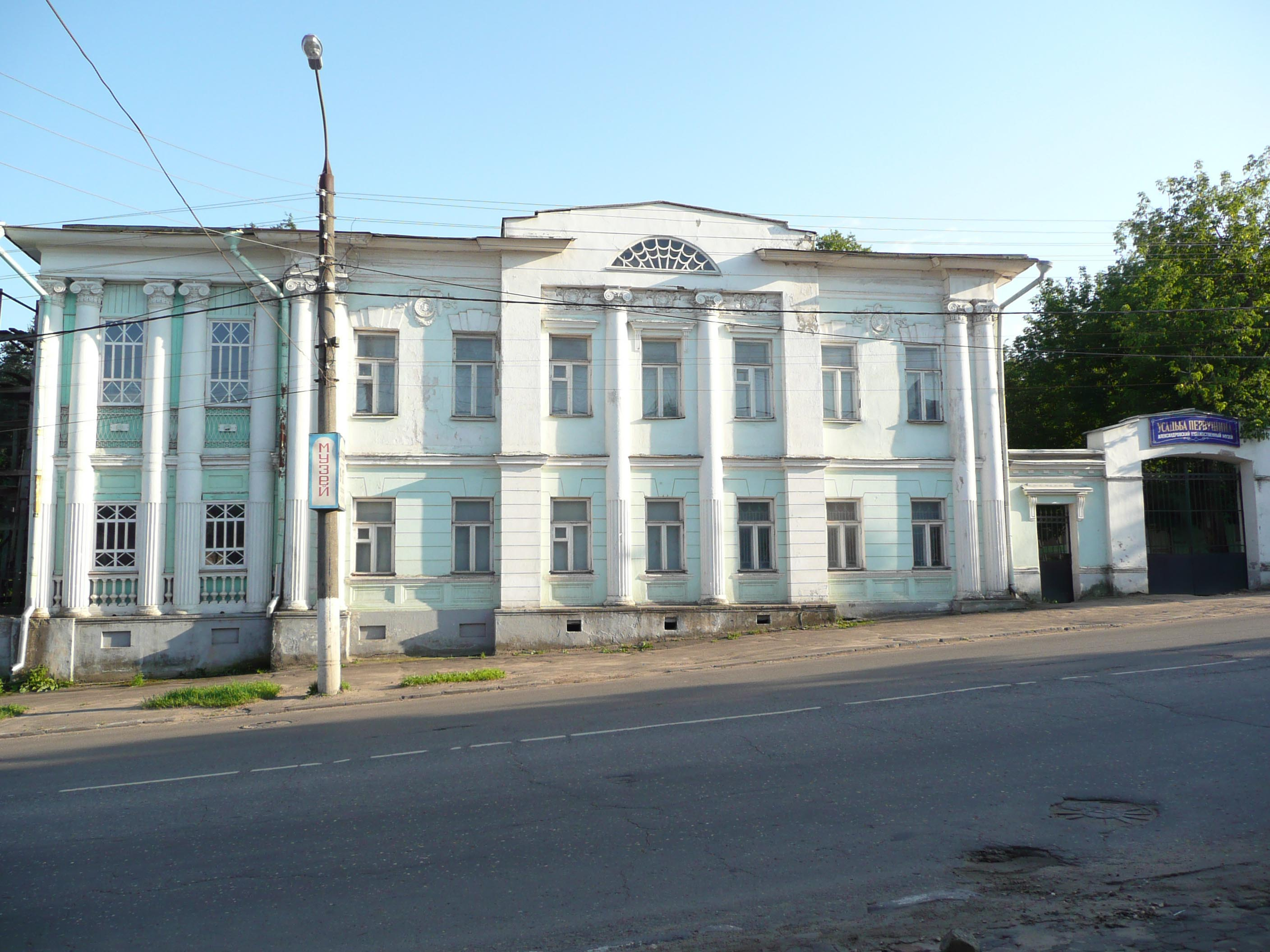
Усадьба Первушина
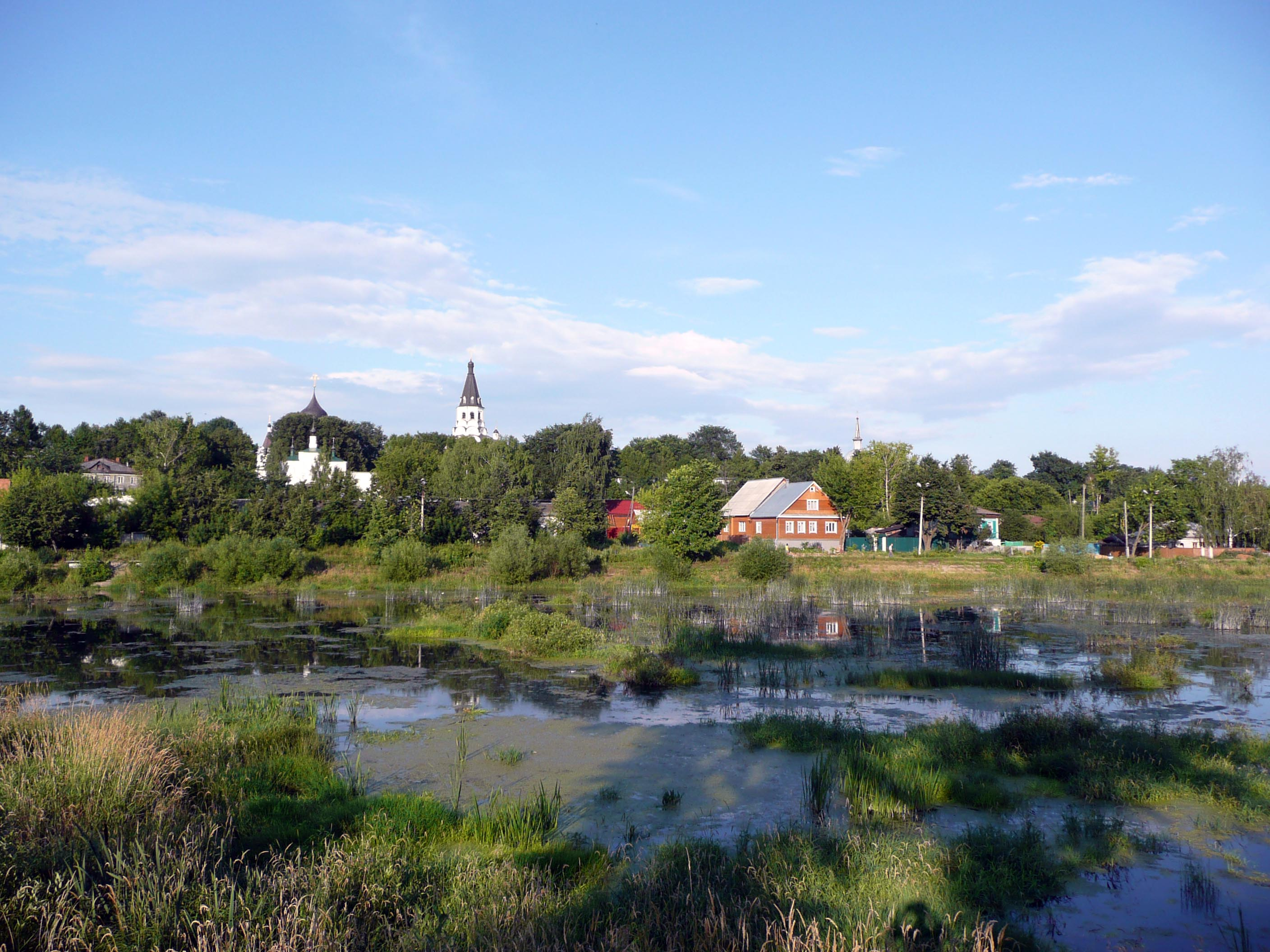
Гребля на річці Сєрой
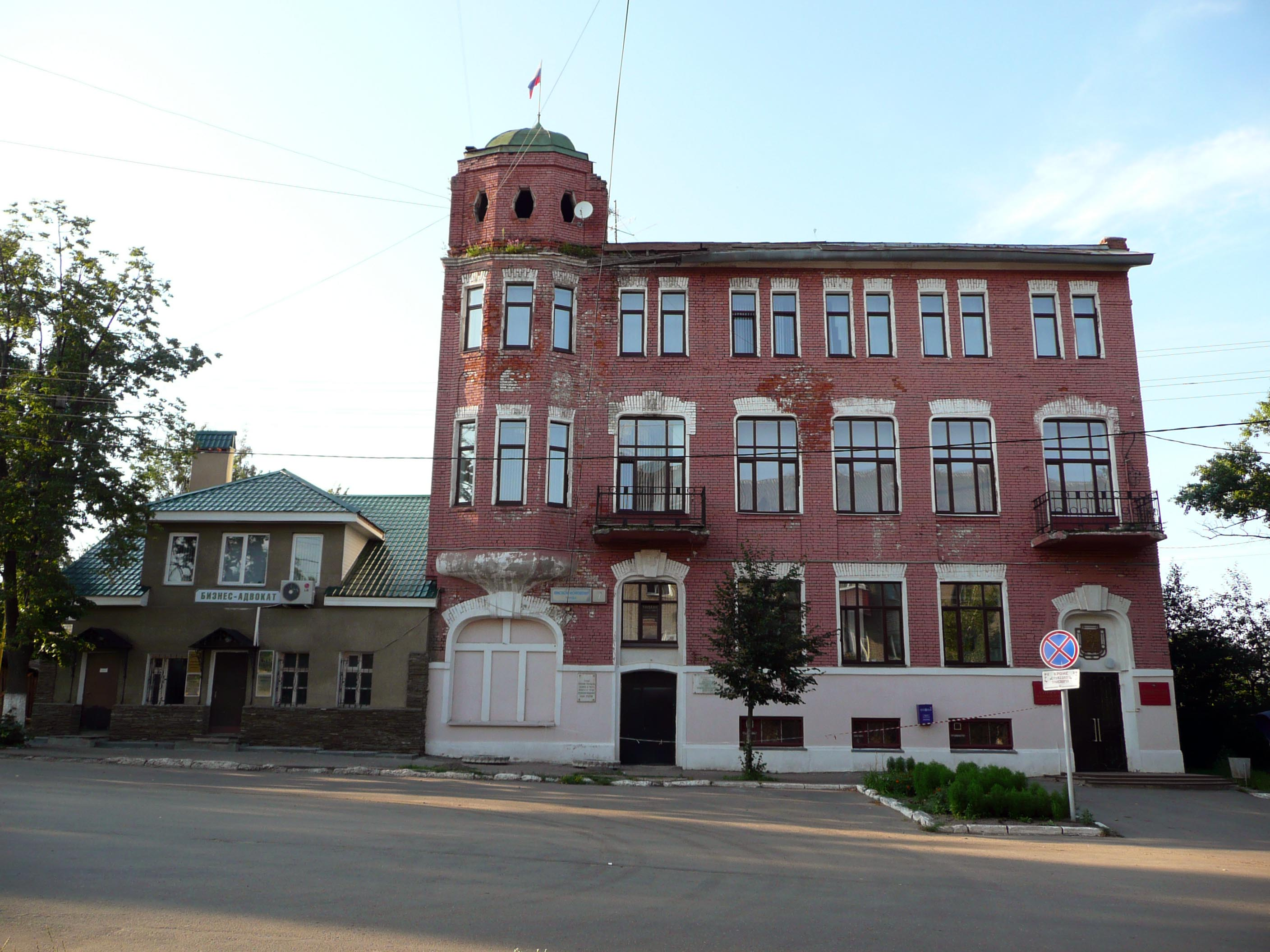
Будинок районної адміністрації
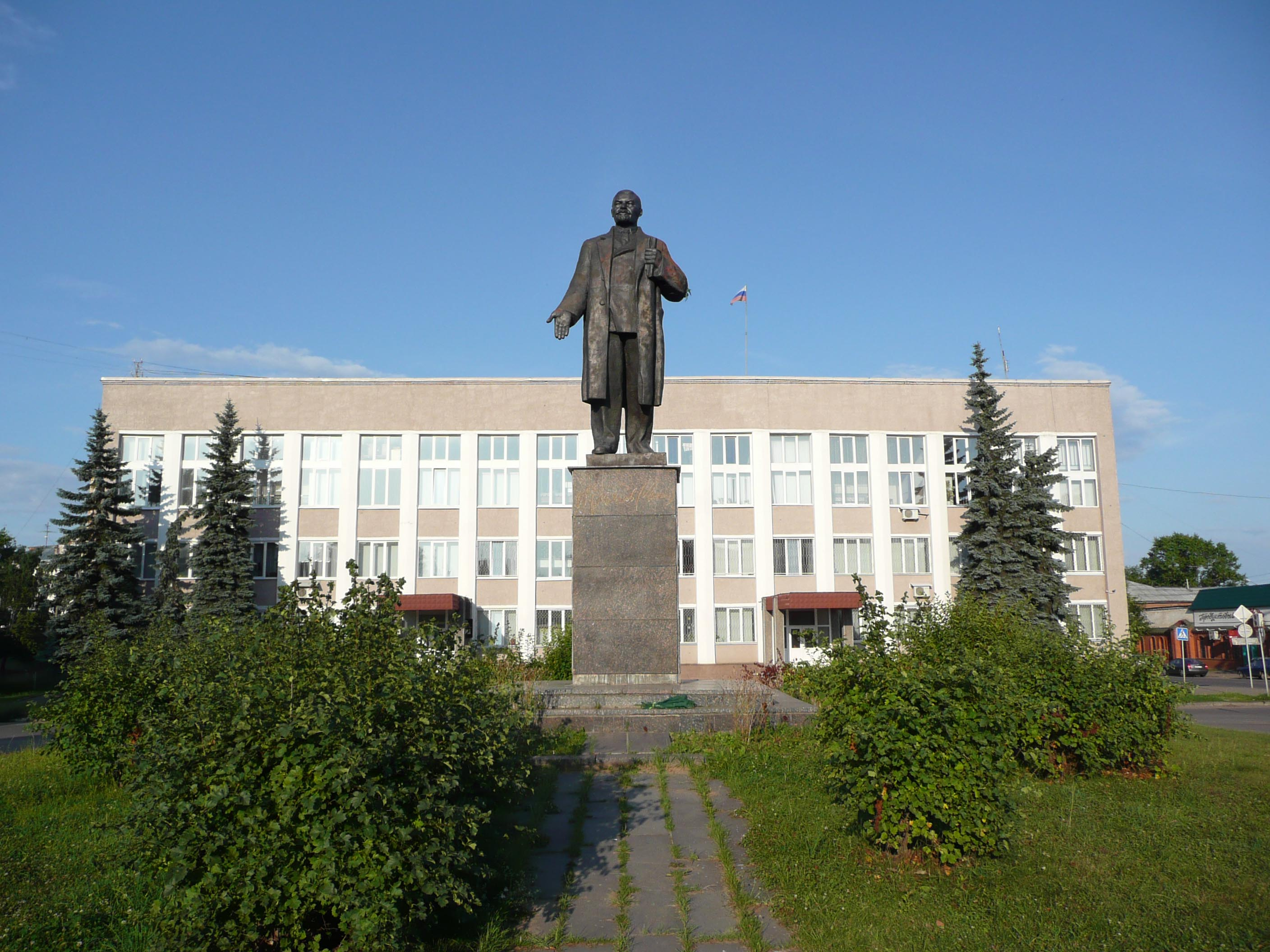
Пам'ятник В. І. Леніну і будинок міського суду
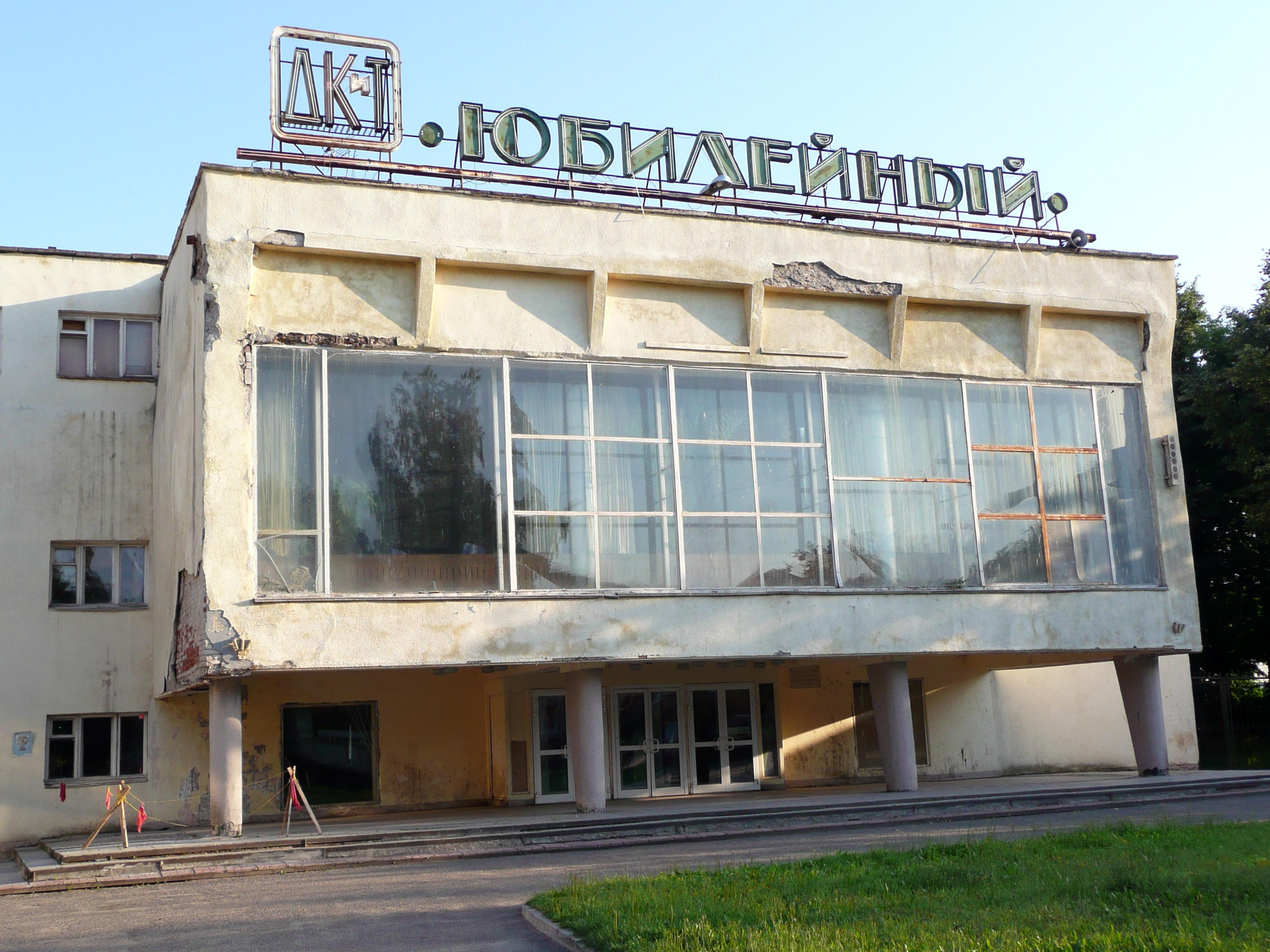
БК «Юбілейний»
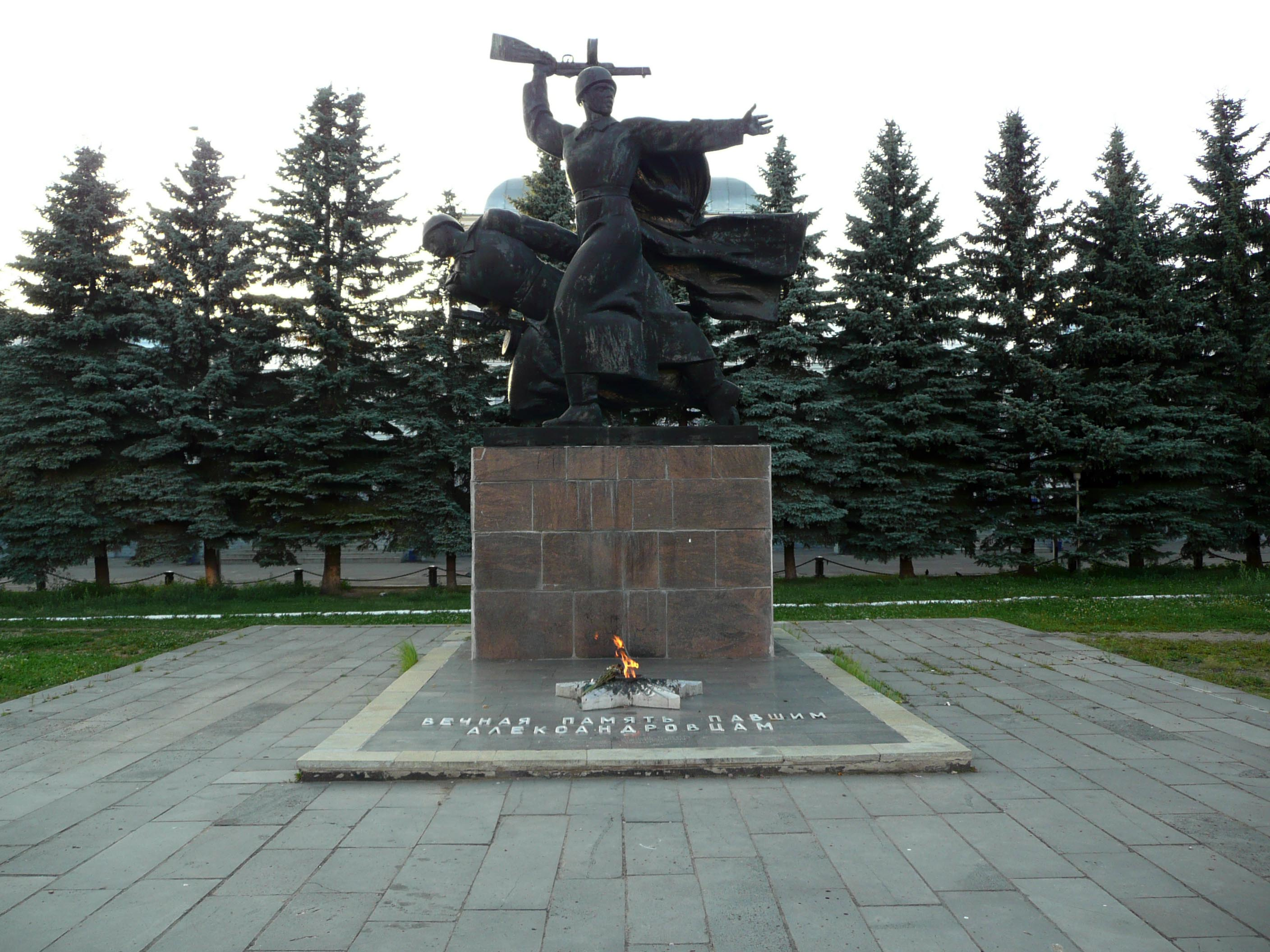
Вічний вогонь
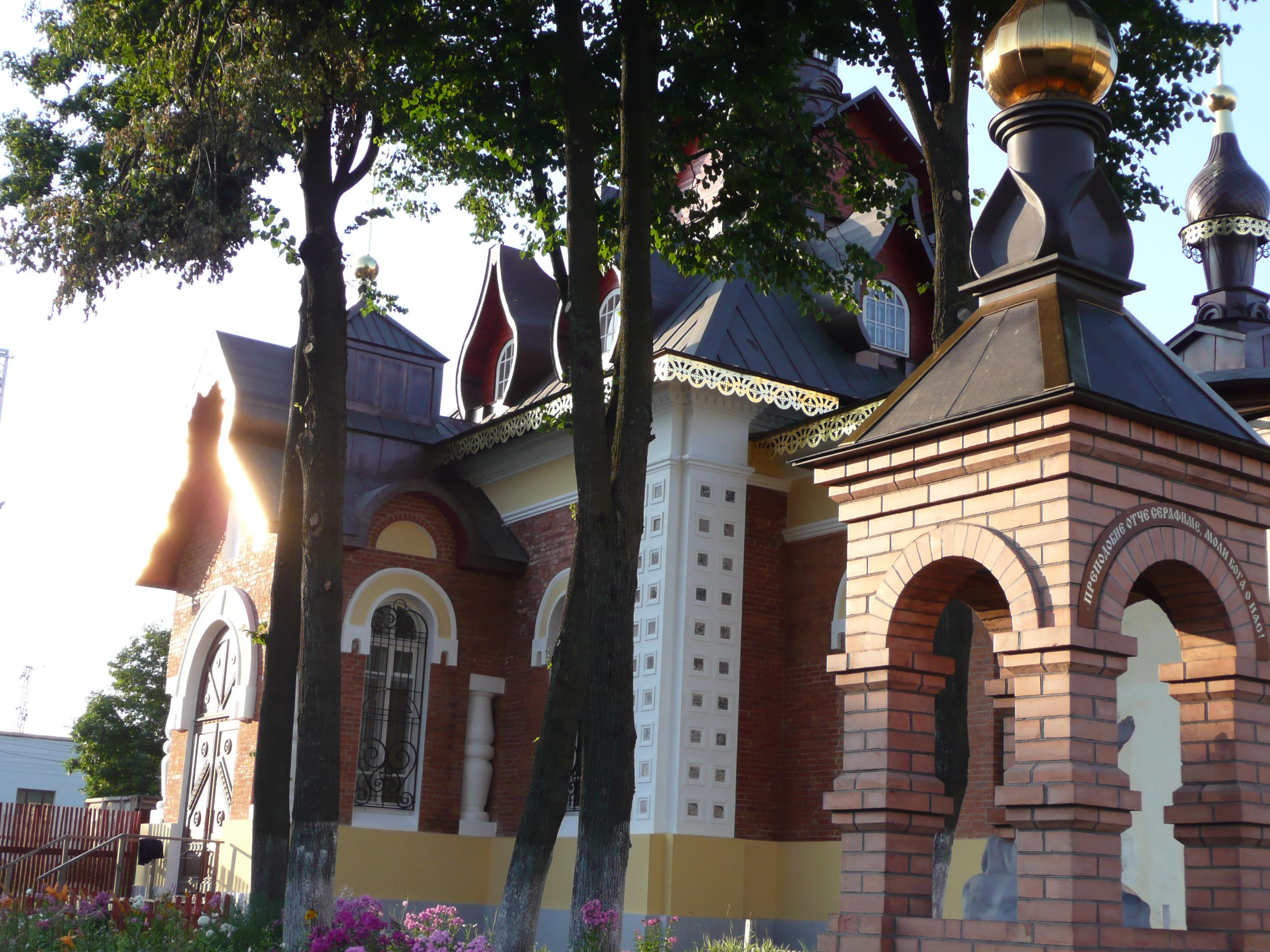
Церква Серафіма Саровського
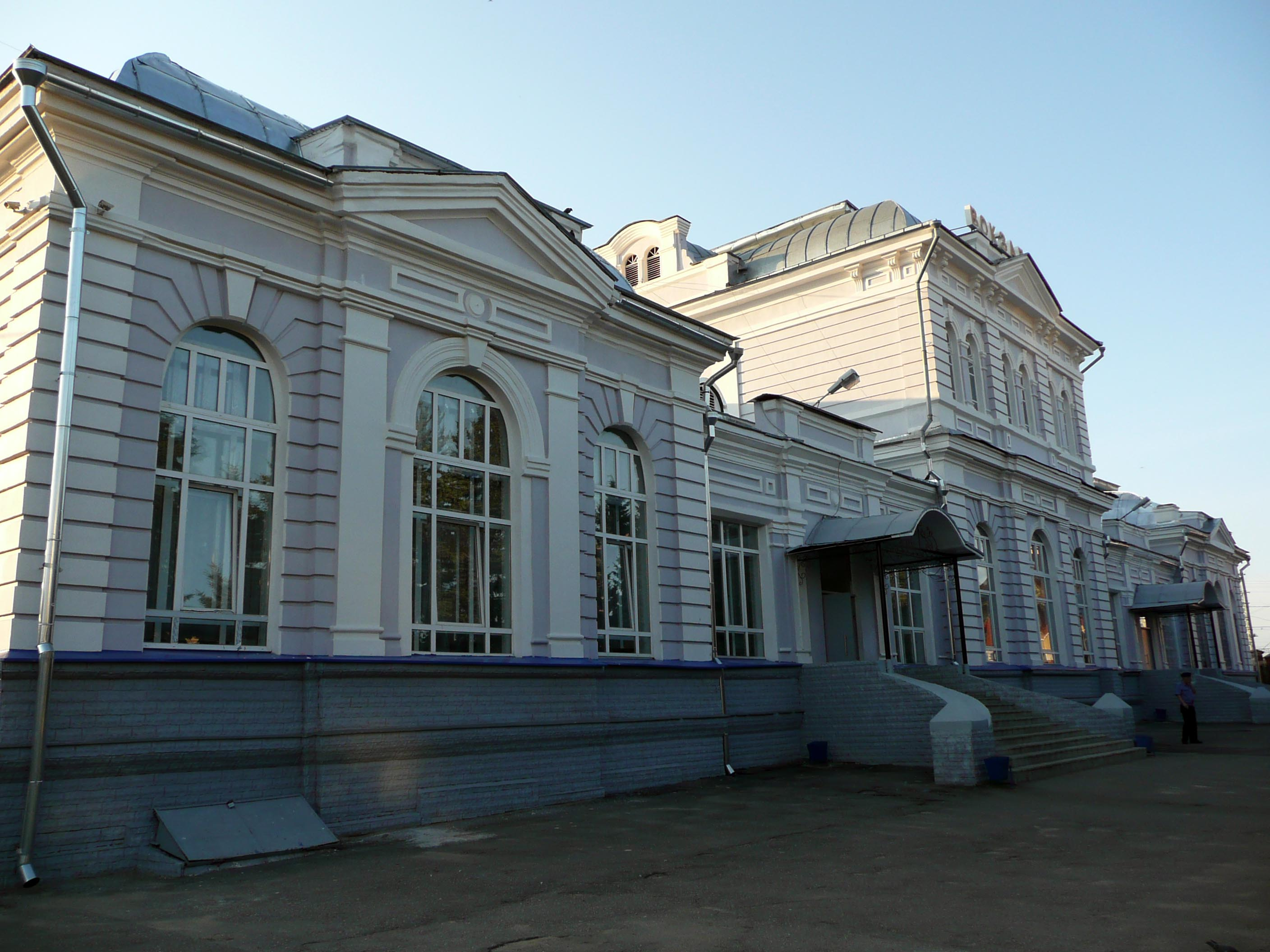
Будівля залізничного вокзалу
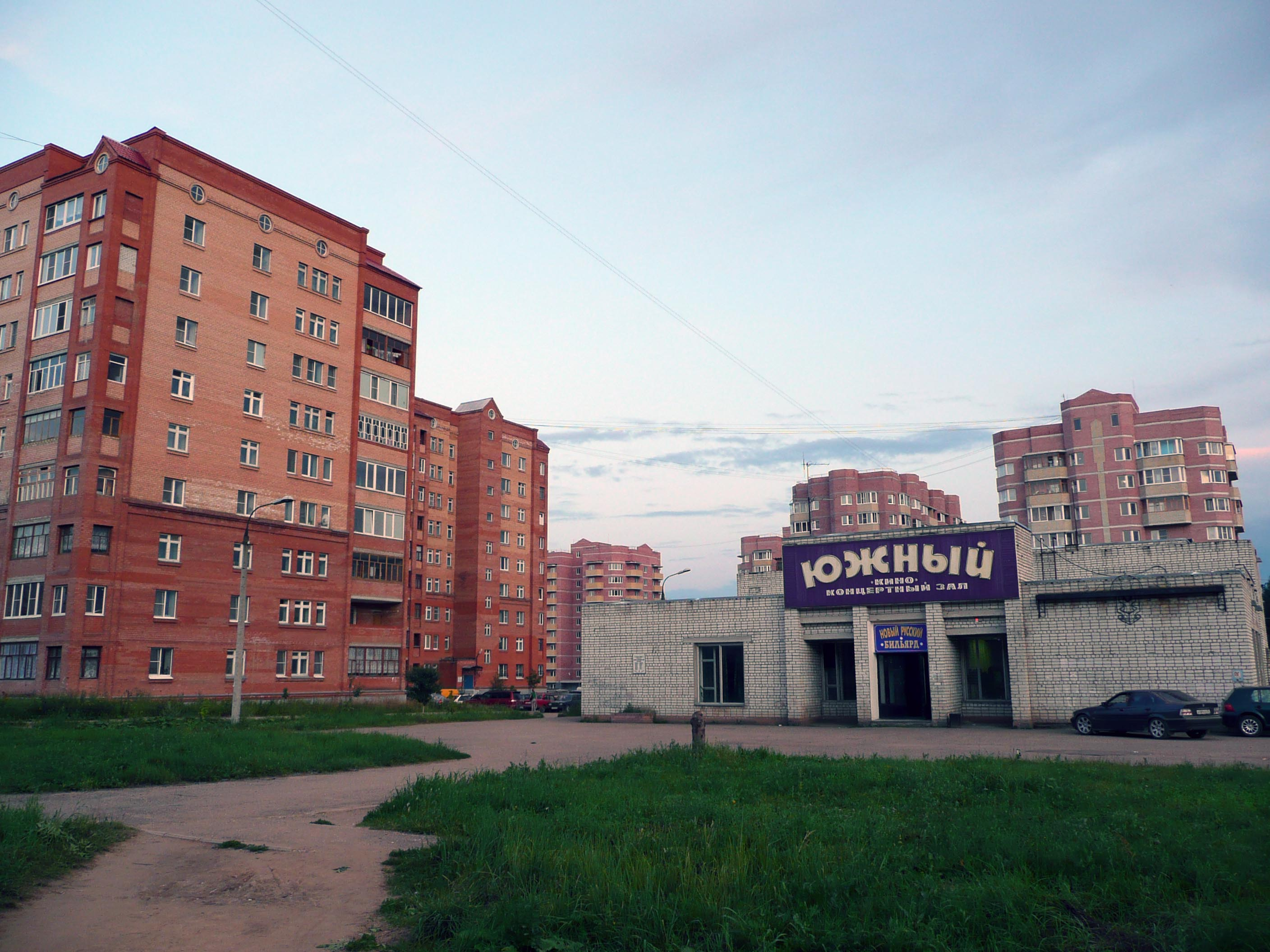
Мікрорайон Южний в Черьомушках
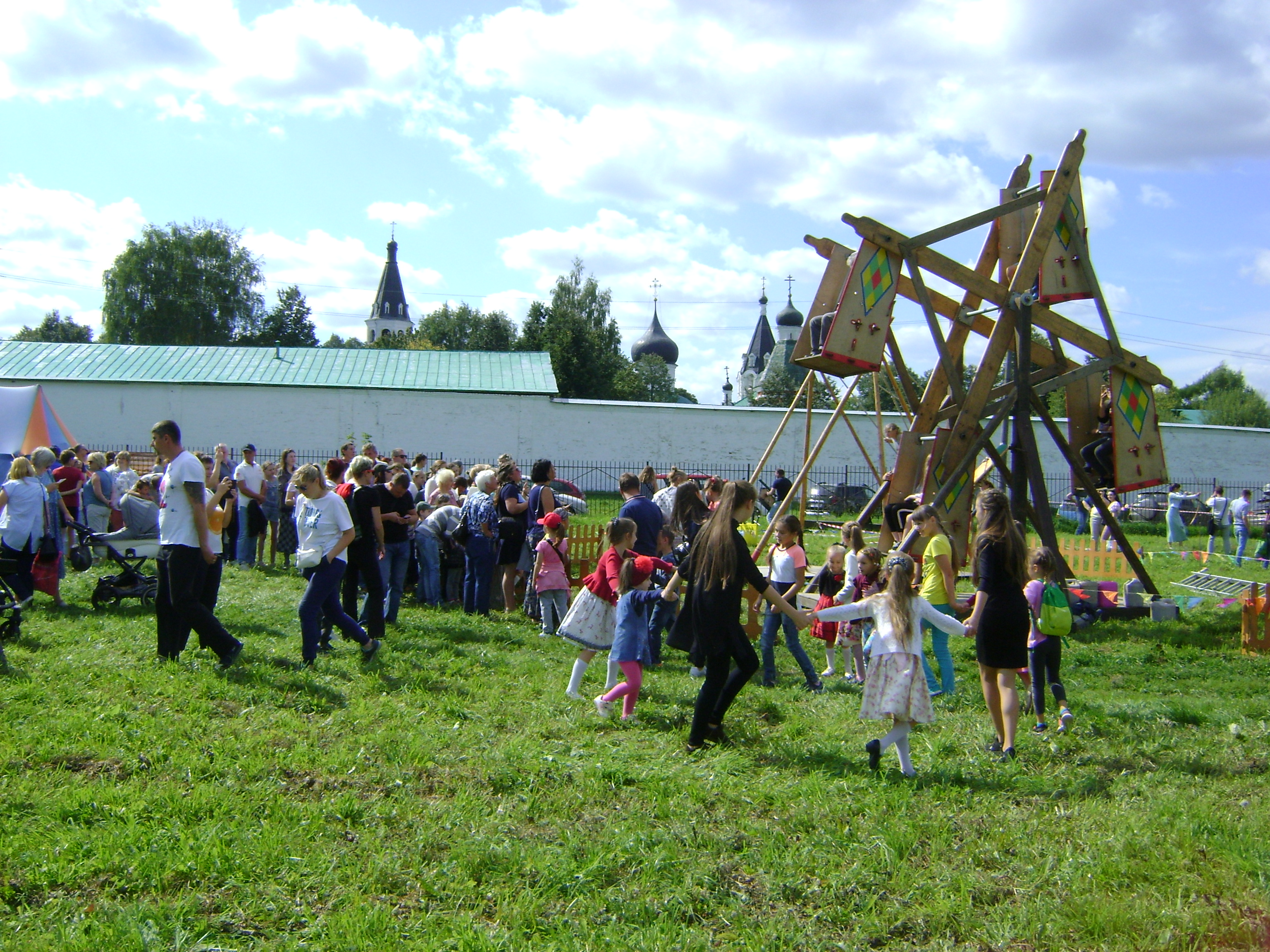
Святкування Іванового дня в Александрові.